# Banda Oriental

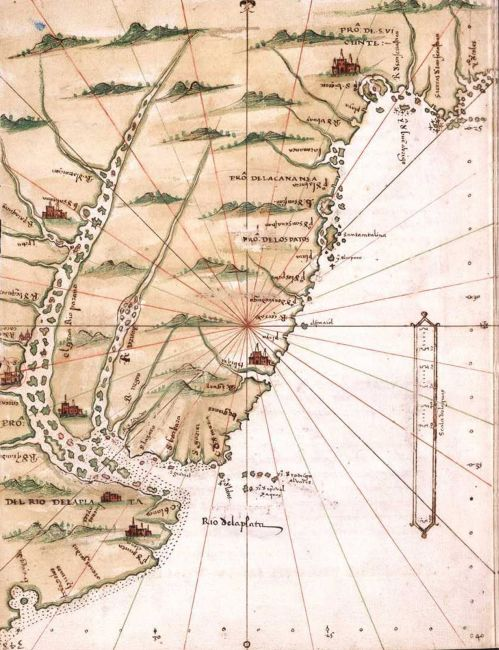
La Banda Oriental por Alonso de Santa Cruz, en el.

Banda Oriental fue la denominación del territorio ubicado al este del río Uruguay y al norte del Río de la Plata, sobre la costa atlántica de América del Sur. Abarcaba una zona que se corresponde en forma aproximada con el actual territorio de Uruguay y el actual estado brasileño de Río Grande del Sur. Era la tierra más oriental del Virreinato del Río de la Plata y su extensión disminuyó a medida que partes de su territorio fueron incorporados a Portugal como parte de la Capitanía de Río Grande de San Pedro. En su origen, Banda Oriental se denominaba al territorio ubicado al oriente desde el río Paraná.
No constituyó una unidad administrativa, salvo en el corto período que se la asoció con la creación de facto por José Artigas de la Provincia Oriental en 1813 y el posterior decreto del Director Supremo de las Provincias Unidas del Río de la Plata del 7 de marzo de 1814, que creó formalmente la Gobernación Intendencia Oriental del Río de la Plata. A partir de la creación del Estado Oriental del Uruguay y su Jura de la Constitución de 18 de julio de 1830, su territorio, se encontrará, nuevamente dividido. Sin embargo, escritores como William Henry Hudson o Jorge Luis Borges, seguirán asociando y nombrando a Uruguay, como Banda Oriental.

## Antecedentes
Dentro de los límites del inmenso Virreinato del Perú, a principios del siglo XVII los habitantes de Asunción del Paraguay hablaban de La Banda Oriental o Banda de los charrúas (esta última denominación era aplicada también a Entre Ríos) para significar los territorios que en esas latitudes daban a "La Mar del Nord" (nombre que se daba entonces al océano Atlántico). El área norte de la Banda Oriental era el territorio llamado con la palabra de origen guaraní Mbiaza, Mbiaça, Ybiazá o Ibiazá (la salida) que, al parecer, por una remotísima parofonía fue "castellanizada" con el nombre de La Vera. Al norte de estos territorios se extendía el territorio de La Guayrá o La Pinería que se corresponde con el actual estado sudbrasileño de Paraná, territorio que se encontraba también bajo jurisdicción de Asunción del Paraguay.
A fines del siglo XVII La Vera o Ibazá se correspondía con las costas de Santa Catarina y del actual Estado de Paraná, mientras que al sur se hablaba directamente de la Banda Oriental (incluyendo la llamada Campaña del Río Grande de San Pedro –en la versión portuguesa, Região da Campanha do Rio Grande do Sul). En 1618 la Banda Oriental quedó integrada en la Gobernación del Río de la Plata. En 1750 se creó la Gobernación de Montevideo con jurisdicción en los departamentos del sur del actual Uruguay. Los territorios del resto del actual Uruguay junto con parte del actual estado brasileño de Río Grande del Sur continuaron formando parte de la Intendencia de Buenos Aires. En 1777, por el Tratado de San Ildefonso España delimitó esta región con Portugal y fue integrada más plenamente al Virreinato del Río de la Plata.

### Límites al concluir la Guerra de los Siete Años
Al concluir la Guerra de los Siete Años, los límites con los territorios ocupados por los lusobrasileños fluctuaron casi constantemente. En líneas generales el límite de la Banda Oriental en esa época fue al noroeste el río Piratiní hasta su desembocadura en el Océano Atlántico y al norte la cuchilla de Santa Ana (no como aparece en la cartografía del s. XX e inicios de s. XXI, sino como la línea de altas cumbres que forman parte del divortium aquarum entre la Cuenca del Plata y las cuencas directamente afluentes al océano Atlántico). De este modo, el Fuerte de Santa Tecla, pocos kilómetros al noroeste de la actual ciudad de Bagé (llamada por los españoles, argentinos y uruguayos en el s. XIX "Valles"), prácticamente en las nacientes del río Negro, era uno de los límites precisos de la Banda Oriental. Luego, al norte, ya integrada la Banda Oriental en el Virreinato del Río de la Plata, la línea fronteriza con las posesiones portuguesas del Brasil seguía por el mencionado divortium aquarum cuya cumbrera recibía el nombre de Sierra de los Tapes o Monte Grande (tal cual se grafica en el minucioso mapa realizado por Joseph Varela y Ulloa en 1777), de modo que la mitad occidental del actual estado de Río Grande del Sur era parte de la Banda Oriental o de la Provincia de las Misiones Orientales, siendo algunas de las fortificadas poblaciones fronterizas en dicha región: Batovy, Santa María, Cruz Alta y la Guardia de San Martín.

### Límites durante el Virreinato del Río de la Plata
Dentro del Virreinato del Río de la Plata los límites septentrionales de la Banda Oriental también variaron, según las circunstancias: en cierto momento el río Queguay Grande -formalmente- el límite más austral de las estancias de Yapeyú, o el río Negro, más adelante -de hecho-, constituyó el límite sur de la provincia militarizada de las Misiones, aunque en lo fáctico el gobierno de Montevideo –y de la Banda Oriental– se extendía hasta la vaguada o talweg del río Ibicuy y su curso alto, llamado río Santa María. Al norte de este límite se encontraban las Misiones Orientales, llamadas también Los Siete Pueblos, Las Once Estancias o El Tapé.

## Poblaciones de la Banda Oriental
Antes de la llegada de los españoles había pueblos originarios en la Banda Oriental desde hacía varios miles de años, como lo testimonian los cerritos de indios encontrados en el este.
Las primeras poblaciones españolas de la Banda Oriental, que datan del siglo XVI, fueron efímeras:
- Fortín de San Lázaro (fundado el 7 de abril de 1527 - octubre de 1530, por Sebastián Caboto)
- Puerto de San Salvador (fundado en mayo de 1527 - octubre de 1530, por Sebastián Caboto)
- Ciudad de San Juan (fundada por el capitán Juan Romero de Pineda en 1552-1553)
- Ciudad Zaratina del San Salvador (fundada por Juan Ortiz de Zárate el 30 de mayo de 1574 y abandonada en diciembre de 1577)

En 1624 el gobernador de Buenos Aires Francisco de Céspedes ordenó fundar en la confluencia del río Negro con el Uruguay las reducciones de indios de San Francisco de Olivares -de charrúas- y San Juan de Céspedes -de chanáes-. Ambas reducciones estaban a cargo de franciscanos y desaparecieron hacia 1631.
Al momento de la Revolución de mayo de 1810, la Banda Oriental, tenía como jurisdicciones, subdividiéndose en tres subsectores: la Intendencia de Buenos Aires, el Gobierno de Montevideo y el Gobierno de las Misiones Guaraníes, sin considerar la región de Río Grande que había pasado a Portugal, al este del río Yaguarón, la laguna Merín y el arroyo Chuy, en donde se halla Río Grande que había sido fundada el 17 de febrero por José da Silva Paes como colonia militar llamada Fuerte de Jesús, María, José de Río Grande y desde mayo como colonia civil, poblado que permaneció bajo ocupación española entre el 12 de mayo de 1763 y 1 de abril de 1776 cuando la recuperaron los portugueses, lo mismo que un breve tiempo en 1767.

### Sector dependiente del Gobierno de las Misiones Guaraníes
Al norte de la línea de los ríos Queguay y Negro fijada por el virrey Juan José de Vértiz y Salcedo, el territorio estaba bajo la jurisdicción de la Gobernación de los Treinta Pueblos de las Misiones Guaraníes. Ya a fines del siglo XVII, en la estancia de las misiones jesuíticas guaraníes, dependiente de la Reducción de Yapeyú, se asentaron familias de indios tapes guaraníes, en los puestos postas, de su frontera del lindero del extremo sur, sobre el Queguay, entre ellos, San Juan Bautista, el más importante y que aún mantiene sus grandes muros de piedra en uso, donde se ubica la actual estancia Buen Retiro (Departamento de Paysandú - Uruguay). En ese sitio, el ganado cimarrón -también llamado matrero o malevo-, que quedaba por cansado, lastimado o porque había dado cría, se convertía en “estante” o ganado manso. Ese ganado de grandes huampas, seleccionado por su pelo oscuro, dio origen a la palabra “estancia” (una gran extensión de campo natural, con animales criados al aire libre todo el año, como la conocemos en el Río de la Plata). Otros puestos postas, que se conocen de esa época, importantes como vigilantes de tierras y ganados, fueron: San Martín, San Jerónimo y San Borja. En el siglo XVIII y XIX, se fundan las poblaciones de:
- Paysandú (antiguo asentamiento, puerto posta de las misiones jesuíticas guaraníes, que aparece en un antiguo mapa de 1749 (dibujado por el misionero P. José Quiroga Méndez S.J.- Museo del Colegio de Nuestra Señora del Rosario), que tuvo parroquia desde 1805).
- Villa de Belén (fundada el 14 de marzo de 1801 por el capitán Jorge Pacheco).

Como los ganados del territorio de las Misiones Orientales se confundían con los ubicados al sur del río Negro, se produjo un pleito sobre la jurisdicción de los terrenos situados entre los ríos Yí y Negro, resultando desfavorable a los misioneros, quienes con el objeto de afirmar su jurisdicción enviaron, a fines de 1772, al corregidor Gregorio Soto con 12 familias y al padre Policarpo Sandú, fundándose Paysandú.
En 1801 fuerzas portuguesas ocuparon los siete pueblos de las Misiones Orientales hasta el río Ibicuy y destruyeron Santa Tecla y Batoví.

### Gobierno de Montevideo
El Gobierno Político y Militar de Montevideo comprendía el sector entre el arroyo Cufré, cerro Pan de Azúcar (Uruguay), la Cuchilla Grande (Uruguay) hasta el cerro Ojosmín (Departamento de Flores) y el Río de la Plata, existiendo allí las poblaciones de:
- Ciudad de San Felipe y Santiago de Montevideo (asentamiento portugués entre 1723 y 1724, fundada el 20 de diciembre de 1726 por el español Bruno Mauricio de Zabala, tenía un Cabildo colonial presidido por el gobernador)
- Villa de San Juan Bautista, actual Santa Lucía (fundada el 19 de diciembre de 1782, tenía un cabildo)
- Villa de Nuestra Señora de Guadalupe, hoy Canelones (fundada en 1774 en el sitio denominado Talitas y trasladada el 24 de abril de 1783 a su ubicación actual, tenía un cabildo)
- Villa San José (fundada el 1 de junio de 1783, tenía un cabildo)
- Concepción de Pando (fundada el 5 de agosto de 1780)
- San Isidro Labrador de las Piedras (fundada no oficialmente el 8 de marzo de 1744 y como villa en 1800)
- San Fernando de la Florida Blanca, hoy Florida (fundada el 24 de abril de 1809 al trasladarla desde El Pintado, que databa de 1800)
- Nuestra Señora de la Santísima Trinidad de los Porongos (fundada el 14 de abril de 1804), se hallaba fuera de la jurisdicción original de Montevideo.

### Resto del territorio
Se hallaba bajo dependencia directa de Buenos Aires, en los aspectos políticos el gobierno era ejercido por los cabildos en las villas en donde los hubiera. Para la dependencia militar su gobierno se delegaba a los comandantes de:
- Comandancia de Colonia del Sacramento, fundada en 1680 por el portugués Manuel Lobo, fue tomada por los españoles en 1680, 1705, 1762 y 1777 y devuelta en 1683, 1716 y 1763. La plaza tenía un alcalde de hermandad y de su comandante dependían militarmente:
  - Rosario del Colla (fundada el 24 de enero de 1775 como caserío de El Colla o Vigilancia, villa desde 1810), tenía un alcalde de hermandad.
  - Real de San Carlos (se inició como campamento militar en 1680, llamado Campo del Bloqueo hasta 1762), tenía un alcalde de hermandad
  - Las Víboras, fundado en 1780, hoy casi inexistente
  - Las Vacas (ex estancia jesuítica), su población fue trasladada por José Gervasio Artigas en 1816 a Carmelo
  - Santo Domingo Soriano (erigida como reducción de chanáes en la isla Vizcaíno el 4 de junio de 1624), trasladada a su actual emplazamiento en 1708, tenía un cabildo cuya jurisdicción estaba delimitada por el río Uruguay, río Negro, Arroyo Grande, Arroyo Maciel y río San Salvador. De la misma dependían políticamente:
    - Nuestra Señora de Mercedes, más conocida como Capilla Nueva (fundada en 1788), tenía un alcalde de hermandad
    - Dolores de San Salvador (fundada el 22 de septiembre de 1801, al trasladarla desde San Juan o El Espinillo, sitio que estuvo poblado entre 1780 y 1800), tenía un alcalde de hermandad.
- Comandancia de Frontera en la Ciudad de San Fernando de Maldonado, (la villa fue fundada en 1755, fue ciudad desde 1786. Tenía un cabildo desde el 5 de septiembre de 1784,[5] y desde 1792 un Ministro de Real Hacienda. La comandancia fue creada el 11 de octubre de 1763) de cuyo comandante militar dependían:
  - Nuestra Señora de los Remedios de Rocha (fundada el 21 de noviembre de 1793 por Rafael Pérez del Puerto), tenía un alcalde de hermandad
  - Villa de Nuestra Señora de la Concepción de Minas (fundada en 1783 por Rafael Pérez del Puerto)
  - Villa de San Carlos (fundada por Ceballos en 1763 con familias portuguesas, desde 1771 dejó de depender en los asuntos políticos del comandante de Maldonado)
  - Fortaleza de Santa Teresa (fundada por los portugueses en 1762, ocupada por Ceballos en 1763). Fue una comandancia separada desde 1763, antes de depender de Maldonado. Su jurisdicción estaba comprendida entre los arroyos Don Carlos y Cuy. El aledaño pueblo de Santa Teresa existió hasta su abandono en 1811
  - Fuerte de San Miguel (construido en 1734, abandonado y reconstruido por portugueses en 1737, fue tomado por Ceballos en 1763).
- Comandancia General de la Campaña (Cerro Largo), en la Villa de Nuestra Señora del Pilar del Cerro Largo, hoy Melo (fundada el 27 de junio de 1795 junto a la Guardia de San Nicolás de Bari o de Cerro Largo, existente desde 1791 y fundada por Cipriano de Melo y Meneses). Ocupada por Portugal en 1801 y recuperada por España ese mismo año. Esta comandancia fue separada de la de Maldonado a fines de 1795. Se hallaban bajo su dependencia las guardias de: San Luis del Piray, Aceguá, Arredondo (hoy Río Branco), San Antonio de la Barra, San José, Santa Rosa (las 3 últimas creadas en 1792 entre los ríos Priratiní y Yaguarón).
  - Villa de San Gabriel de Batoví (fundada por Félix de Azara el 2 de noviembre de 1800 y destruida el 29 de junio de 1801)
  - Fuerte de Santa Tecla (fundado en 1774, destruido el 29 de junio de 1801)
  - San Rafael del Tacuarembó (guardia fundada en 1793 entre Batoví y Santa Tecla).

## Curatos
Los primeros fueron los de Montevideo, San Fernando de Maldonado, San Carlos, Canelones, Colonia y Santo Domingo Soriano con la ayuda parroquia de Mercedes.
En febrero de 1805 fueron creados los curatos de: Santísima Trinidad de los Porongos, San Benito de Paysandú, San Rafael del Cerro Largo, San José, Concepción de Minas, el Pintado, Carmen del Yí.
En otros momentos fueron creados: San Isidro de las Piedras, Vívoras y Espinillo.

## Desde la independencia
En 1811, ante la Invasión lusobrasileña de ese año dirigida por Diogo de Souza, se firmó el Tratado Herrera-Rademaker entre el representante oriental de las Provincias Unidas del Río de la Plata, Nicolás Herrera y el teniente coronel del Reino Unido de Portugal, Brasil y Algarve de origen inglés Juan Rademaker; en tal tratado se estipuló una tregua por la cual los lusobrasileños se retiraban al norte del Cuareim, estableciendo los invasores lusobrasileños un campamento militar en San Diego -a poco más de 24 km al sureste de la actual Alegrete- y un Distrito de Entre Ríos delimitado al norte por el río Ibicuy, al este por el río Santa María, al oeste por el río Uruguay y al sur por el ya citado Cuareim (escrito Quaraí por los luso-brasileños); el nombre dado por portugueses y brasileños a tal distrito sugiere que -al igual que "Provincia Cisplatina"- era denominación para sentar precedentes sobre posibles territorios a ocupar al oeste del río Uruguay, en el caso del "Distrito de Entre Ríos" parece haber sido una denominación para luego aducir derechos sobre la mesopotámica Provincia de Entre Ríos. El 12 de octubre, con el levantamiento del Sitio de Montevideo (1811) Artigas, se perfila como jefe natural de la nación de la Banda Oriental, al liderar el Éxodo Oriental.
Mientras tanto, los lusobrasileños repartieron en sesmarías los territorios ocupados. Estas sesmarías fueron entregadas a terratenientes portugueses y brasileños o a individuos que estaban cooptados por el Reino Unido de Portugal, Brasil y Algarve, una plaza fuerte de los mismos fue establecida a orillas del aroyo Iñanduy primero con el nombre de Iñanduy (o en portugués Inhanduí) actual Estancia Santa Jovita a unos 24,5 km al E.N.E de la actual Alegrete y luego en la orilla izquierda del río Ibirapuitá río Ibirapuitã(aproximadamente en el sitio de la actual Alegrete). El territorio estaba poblado mayoritariamente por gente de orígenes guaraníes, minuanes y charrúas muchos de ellos favorables a José Gervasio Artigas por lo que el poblado regido por los lusobrasileños con el nombre de Nossa Senhora da Conceiço dos Aparecidos (Nuestra Señora de la Concepción de los Aparecidos) ubicado en la margen izquierda del Ibirapuitá fue incendiado y abandonado en 1814 por sus mismos pobladores favorables a Artigas cuando se presentó el jefe oriental y artiguista José Antonio Berdún. Por eso el sitio de ese antiguo poblado hoy se conoce en portugués como "Capela Queimada" a 24 km de la actual Alegrete.
En 1813, a instancias de José Gervasio Artigas, a la Banda Oriental se le dio la denominación de Provincia Oriental, pasando a ser una más de las Provincias Unidas del Río de la Plata, gestación que comienza con la Batalla de Las Piedras (1811), en que el jefe de los orientales, vence al ejército colonial español. Los patriotas reclamaban los territorios del Gobierno Político y Militar de Montevideo y las áreas al norte del Río de la Plata y al oeste del río Uruguay hasta los límites con los dominios portugueses, que habían pertenecido a la Gobernación Intendencia de Buenos Aires y parte del Gobierno de los Treinta Pueblos de las Misiones Guaraníes.
El 7 de marzo de 1814 el Director Supremo de las Provincias Unidas del Río de la Plata, Gervasio Antonio de Posadas, creó la Gobernación Intendencia Oriental del Río de la Plata, que en los hechos ya existía por obra de José Gervasio Artigas. La Provincia Oriental quedó definitivamente consolidada el 23 de junio de 1814 cuando las tropas enviadas por el Gobierno de Buenos Aires al mando de Carlos María de Alvear entraron en Montevideo, poniendo fin a la dominación española en la ciudad. Entonces, el Directorio designó como gobernador a Nicolás Rodríguez Peña. Artigas, principal de la Liga Federal, no reconoció al gobierno porteño, y tomó la ciudad, después de la Batalla de Guayabos, con su ejército comandado por Fructuoso Rivera, el 10 de enero de 1815. Este combate, significó la liberación de la Provincia Oriental de la dominación directorial e inició el período de máximo poder de Artigas. Como consecuencia de esta batalla, Carlos María de Alvear, le ofreció a Artigas, la independencia del territorio, pero el caudillo oriental, se enojó con esta propuesta, por su ideario defensor del Federalismo. Entre los años, 1816-1819, la Banda Oriental, por acción de la invasión luso-brasileña, fue ocupada en 1820. Diezmado el ejército oriental, en la Batalla de Tacuarembó, con Artigas, casi sin ejército y Rivera rodeado por las tropas comandadas por Bento Manuel Ribeiro, Don Frutos, como así se lo conocía al caudillo oriental Fructuoso Rivera, se vio obligado a concertar la paz, con el "Acuerdo de Tres Árboles", en el paraje Tres Árboles, próximo a la costa del río Queguay (actuales campos de estancia Buen Retiro - Castillo Morató, Departamento de Paysandú). El 25 de agosto de 1825, por acción de Juan Antonio Lavalleja, Manuel Oribe, y otros patriotas integrantes de los Treinta y Tres Orientales, llevaron a cabo la Cruzada Libertadora, que después del Abrazo del Arroyo Monzón, con la unión de Fructuoso Rivera, se declaró la Independencia, germen del Estado Oriental del Uruguay, que se haría efectiva trece años después, de aquellos hechos de 1815, con la Campaña de Rivera a las Misiones Orientales y la firma de la Convención Preliminar de Paz (1828).
Es de hacer notar que, pese a que el mismo, José Gervasio Artigas, reclamaba las Misiones Orientales que habían sido ocupadas por la invasión luso-brasileña, aun así con tal territorio, no se abarcaba toda la extensión original dada a la Banda Oriental, que incluiría -actualmente-, a todo Río Grande del Sur, Santa Catarina e, incluso, la Guayrá o Pinería (aproximadamente, también, el Paraná).